# Lief Indië
Lief Indië is een documentaire van producent-regisseur Joost Schrickx uit 2022. De documentaire toont de verhalen van bewoners van verzorgingshuis Rumah Kita in Wageningen, waarbij de krontjongmuziek en muziekgroep Abadi een grote rol spelen. Op 2 april 2022 was er een voorpremière in cultureel centrum de Melkweg; op 19 april volgde de officiële première in Wageningen. Schrickx werd over deze productie geïnterviewd op NPO Radio 5.
Lief Indië werd geselecteerd als een van de negentien films voor het internationaal muziekdocumentairefestival 'IN-EDIT Netherlands' (2022).
De titel Lief Indië is afkomstig van het gelijknamige lied van Fred Belloni.